# Cambridge Bay (circonscription)
Pour les articles homonymes, voir Cambridge Bay (homonymie).
Circonscription électorale territoriale du Canada
Cambridge Bay est une circonscription électorale territoriale canadienne de l'Assemblée législative du Nunavut.
La circonscription correspond à la communauté de Bathurst Inlet, d'Ikaluktutiak et d'Umingmaktok. 
Tous les candidats sont indépendants étant donné qu'il n'y a aucun parti politique à l'Assemblée législative du Nunavut.

## Résultats des élections
| Élections générales du Nunavut de 1999 |                             |      |        |
|                                        | Nom                         | Vote | %      |
|                                        | Kelvin Ng                   | 332  | 49.41% |
|                                        | Wilfred Wilcox              | 164  | 24.41% |
|                                        | Mike O'Gorman               | 108  | 16.07% |
|                                        | Beatrice Bernhardt          | 68   | 10.11% |
| Total des bulletins valides            | Total des bulletins valides | 672  | 100%   |

| Élections générales du Nunavut de 2004 |                             |      |        |
|                                        | Nom                         | Vote | %      |
|                                        | Keith Peterson              | 311  | 54.09% |
|                                        | Harry Ambrose Aknavigak     | 93   | 16.17% |
|                                        | Harry Maksagak              | 86   | 14.96% |
|                                        | David Kaosoni               | 85   | 14.78% |
| Total des bulletins valides            | Total des bulletins valides | 575  | 100%   |

| Élections générales du Nunavut de 2008 |                |              |              |
|                                        | Nom            | Vote         | %            |
|                                        | Keith Peterson | Acclaimation | Acclaimation |

## Annexe